# 蔣志偉
蔣志偉（英文名：Tandon Lal Chaing, Stanley，1954年—），香港落馬洲中港貨運聯會主席，香港民主民生協進會成員，曾參與2007年立法會港島選區補選 及2008年立法會選舉。

## 簡歷
他於1954年在上海出生，其父乃馬來西亞華僑，因此擁有馬來西亚人血統。其後他移居香港，從事的士司機。1983年，他成為香港市區的士的車主。1988年，他成立運輸公司專運送建築材料。1994年，他開始在落馬洲設立貨櫃場，慢慢成為經落馬洲來往中國大陸及香港兩地的貨運業界的代表。近年他成為了落馬洲中港貨運聯會主席，致力關注運輸業界的權益。

### 參選立法會

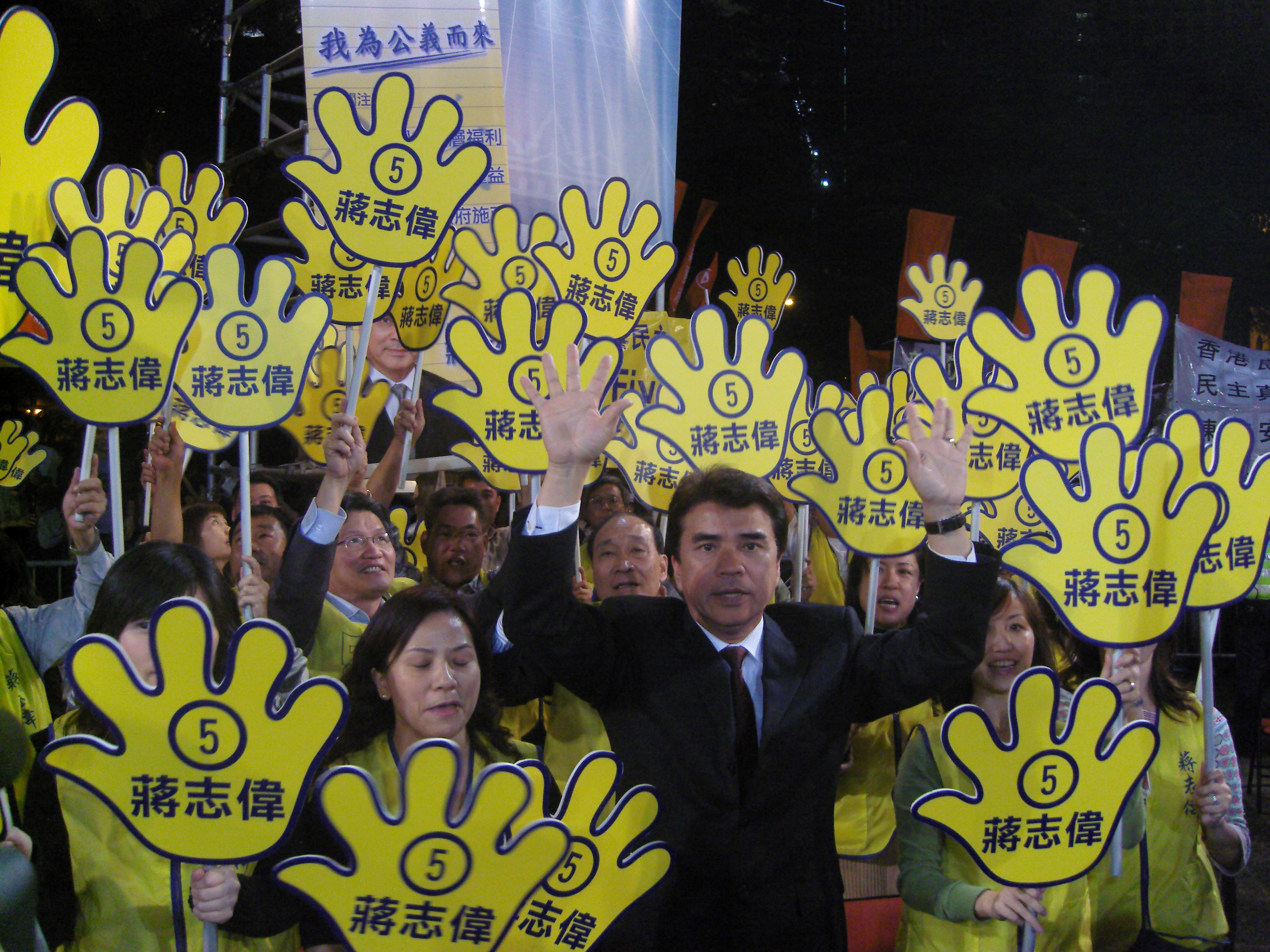
蔣志偉及其助選團

2007年8月，立法會港島選區議員馬力病逝，其席位需要進行補選。2007年10月25日，蔣志偉召開記者會宣佈參選2007年立法會港島選區補選，其後成為八名候選人之一。蔣志偉參選目的是為社會公義而來，自稱沒有政黨的包袱。他參選的三大關注範疇包括捍衛基層福利、關注中產權益，以及監察政府施政。對於在多次民調中的支持度遠遠被兩位知名度較高的候選人葉劉淑儀及陳方安生遠遠拋離，他仍相信自己有機會勝出。
在寄給港島區選民的政綱中，蔣志偉感慨香港社會的不公義，弱勢社群包括中產階級，未能分享經濟改善的成果，政府偏袒大財團、政策傾鈄、缺乏公平競爭，例如香港燃料重稅，打擊香港運輸及物流業，令百萬同業上絕路，司機、乘客及家用燃料用者負重。 更痛心疾首者是政爭及黨爭人士拼民主，而荒廢民生。蔣志偉對公義的理解如上，出選也為此，要爭回公義。
最終蔣志偉得票3,518（1.10%）落敗，得票排名第三，次於兩大熱門陳方安生及葉劉淑儀。他批評今次選舉變成了政治勢力的角力，而不是挑選有質素的候選人，又表示會考慮再參選，但不會再選擇港島區。由於他是落馬洲中港貨運聯會主席，支持者多居住於新界西。他於2008年4月加入香港民主民生協進會，並代表民協參選2008年立法會選舉新界西選區，但最後以得票6,771（1.70%）落敗。

## 外部連結
- 蔣志偉競選網站
- 蔣志偉競選Blog （页面存档备份，存于）